# جیووانی پاسیلیا
جیووانی پاسیلیا (انگلیسی: Giovanni Passiglia؛ زادهٔ ۲۸ اوت ۱۹۸۱) بازیکن فوتبال اهل ایتالیا است.
از باشگاه‌هایی که در آن بازی کرده‌است می‌توان به باشگاه فوتبال اینتر میلان، باشگاه فوتبال پروجا، باشگاه فوتبال آنکونا، باشگاه فوتبال ارورا پرو پاتریا ۱۹۱۹، باشگاه فوتبال پیزا، باشگاه فوتبال ویچنزا، و باشگاه فوتبال اتلتیکو آرتزو اشاره کرد.